# إكنظيفت (تفغلال)
إكنظيفت هو دُوَّار يقع بجماعة بلفاع، إقليم شتوكة آيت باها، جهة سوس ماسة في المملكة المغربية. ينتمي الدوّار لمشيخة تفغلال التي تضم 10 دواوير. يقدر عدد سكانه بـ 493 نسمة حسب الإحصاء الرسمي للسكان والسكنى لسنة 2004.

## روابط خارجية
- البوابة الوطنية للجماعات الترابية
- المندوبية السامية للتخطيط